# Cierges-sous-Montfaucon
Cierges-sous-Montfaucon é uma comuna francesa na região administrativa de Grande Leste, no departamento de Meuse. Estende-se por uma área de 9,15 km². Em 2010 a comuna tinha 49 habitantes (densidade: 5,4 hab./km²).